# 書き下ろし100冊
書き下ろし100冊（かきおろし100さつ）は、日本の大手出版社である講談社が、2009年12月17日に前身の大日本雄辯會が創立されてからちょうど100周年を迎えることを記念して行われている企画である。執筆陣は若手からベテランまで幅広く、また内容も小説からノンフィクション、絵本までと多岐にわたる。企画のロゴマークが入れられるほかは、作品のコンセプトなどにおいて特に共通点はない。2008年11月から2011年1月にかけて全106作品の刊行をもって終了した。

## 既刊一覧

### 2008年
11月
- 吉田修一 『元職員』
- 本多孝好 『チェーン・ポイズン』
- 佐伯泰英 『黙契 交代寄合伊那衆異聞』『御暇 交代寄合伊那衆異聞』（講談社文庫からの刊行）
- 絲山秋子 『北緯14度』
- いもとようこ 『とうさんのあしのうえで』
- 荒井良二 『えほんのこども』
- あべ弘士 『エゾオオカミ物語』
- 長谷川義史 『てんごくのおとうちゃん』
- 斉藤洋 『「おまえだ!」とカピバラはいった』
- 石崎洋司 『黒魔女さんが通る!! スペシャル 黒魔女さんのクリスマス』

### 2009年
1月
- 高杉良 『反乱する管理職』
- 白石一文 『この胸に深々と突き刺さる矢を抜け（上・下）』（第22回山本周五郎賞受賞）
- 佐藤雅美 『千世と与一郎の関ヶ原』
- きむらゆういち 『たんじょうびはきのうえで』

2月
- いとうひろし 『おつきさまのやくそく』

3月
- 西村京太郎 『悲運の皇子と若き天才の死』
- ちばてつや 『ごあいさつ』
- 令丈ヒロ子 『メニメニハート』
- 高任和夫 『青雲の梯　老中と狂歌師』

5月
- 井上章一 『伊勢神宮 魅惑の日本建築』
- 中島義道 『差別感情の哲学』
- 保阪正康 『明仁天皇と裕仁天皇』
- 伊井直行 『ポケットの中のレワニワ（上・下）』
- 山本容子 『山本容子の姫君たち himegimi＠heian』
- あさのあつこ 『ねこの根子さん』
- 笹生陽子 『世界がぼくを笑っても』
- 船戸与一 『夜来香（イエライシャン）海峡』

6月
- 皆河有伽 『小説手塚学校 1 〜テレビアニメ誕生〜』『小説手塚学校 2 〜ソロバン片手の理想家〜』
- 阿部夏丸 『つたえたいきもちは木にのぼっておさがしください』

7月
- 平野啓一郎 『ドーン』
- 朝倉かすみ 『ともしびマーケット』
- はやみねかおる 『復活!! 虹北学園文芸部』
- 木内一裕 『アウト&アウト』
- 渡辺保 『江戸演劇史（上・下）』

8月
- 上橋菜穂子 『獣の奏者 (3) 探求編』『獣の奏者 (4) 完結編』
- 真保裕一 『デパートへ行こう!』

9月
- 辻村深月 『ゼロ、ハチ、ゼロ、ナナ。』

10月
- 玄侑宗久 『阿修羅』

11月
- 伊藤之雄 『伊藤博文 近代日本を創った男』
- 松原秀行 『猫耳探偵まどか』

12月
- 西尾維新 『難民探偵』
- 後藤正治 『奇蹟の画家』
- 重松清 『十字架』（第44回吉川英治文学賞受賞）
- 大江健三郎 『水死』
- 宮澤正明 『伊勢神宮 〈現代に生きる神話〉』
- 和田誠 『東京見物』
- 大野裕之 『チャップリンの影 〜日本人秘書 高野虎市〜』

### 2010年
1月
- 宇江佐真理 『虚ろ舟 泣きの銀次 参之章』

3月
- 楡周平 『血戦 ワンス・アポン・ア・タイム・イン・東京2』

4月
- 内田康夫 『不等辺三角形』
- 中田整一 『トレイシー 日本兵捕虜秘密尋問所』

5月
- 宮部みゆき 『小暮写眞館』
- 柳広司 『キング&クイーン』

6月
- 島田雅彦 『悪貨』
- 藤田宜永 『老猿』
- 鳴海章 『マルス・ブルー』
- 中村文則 『悪と仮面のルール』

7月
- 舞城王太郎 『獣の樹』
- 松井今朝子 『星と輝き花と咲き』
- 市川拓司 『吸涙鬼　Lovers of Tears』
- 奥泉光 『シューマンの指』
- 多和田葉子 『尼僧とキューピッドの弓』
- 藤原正彦 『ヒコベエ』

8月
- 森村誠一 『悪道』
- 上田秀人 『天主信長 我こそ天下なり』
- 乙川優三郎/文・中一弥/画 『亦々一楽帖』
- 飯塚真紀子 『9・11の標的をつくった男 天才と差別――建築家ミノル・ヤマサキの生涯』
- 麻生幾 『奪還』

9月
- 浅田次郎 『マンチュリアン・リポート』
- 角岡伸彦 『カニは横に歩く 自立障害者たちの半世紀』
- 西村健 『残火』
- 柴田よしき 『輝跡』
- 逢坂剛 『暗殺者の森』
- 北方謙三 『抱影』

10月
- 首藤瓜於 『刑事のはらわた』
- 黒岩比佐子 『パンとペン 社会主義者・堺利彦と「売文社」の闘い』
- 高田崇史 『鬼神伝 龍の巻』
- 花村萬月 『西方之魂（ウエストサイドソウル）』
- 町田康 『人間小唄』
- 安達千夏 『マキリ』
- 上遠野浩平 『私と悪魔の100の問答 Questions & Answers of Me & Devil in 100』
- 森博嗣 『喜嶋先生の静かな世界 The Silent World of Dr.Kishima』
- 諸田玲子 『天女湯おれん これがはじまり』
- 酒井順子 『金閣寺の燃やし方』

11月
- 畠中恵 『若様組まいる』
- 大崎善生 『ユーラシアの双子』
- 乃南アサ 『地のはてから』
- 荒山徹 『友を選ばば』
- 赤坂憲雄 『岡本太郎という思想』
- 黒木亮 『獅子のごとく 小説 投資銀行日本人パートナー』
- 百田尚樹 『錨を上げよ』
- 石井光太 『感染宣告 エイズなんだから、抱かれたい』

12月
- 津島佑子 『黄金の夢の歌』
- 大沢在昌 『やぶへび』
- 中島京子 『エルニーニョ』
- 髙樹のぶ子 『飛水 HISUI』
- 高嶋哲夫 『首都感染』
- 佐藤亜紀 『醜聞の作法』
- 樋口明雄 『ミッドナイト・ラン!』
- 今野敏 『ST 沖ノ島伝説殺人ファイル 警視庁科学特捜班』

### 2011年
1月
- 山本一力 『ジョン・マン 波濤編』
- 杉本章子 『東京影同心』
- 福田和也 『アルエット・リミックス』
- 伊集院静 『ホーム オブ ゴルフ』